# 東亰秘密防衛局 File:0.5「すべての始まり」
『東亰秘密防衛局 File：0.5「すべての始まり」』（とうきょうひみつぼうえいきょく ファイル：ゼロポイントファイブ「すべてのはじまり」、英題：TORCH File:0.5 "T-2029"）は、2022年に公開された、羽生優、VFX・脚本・監督による日本のSFショートフィルムである。
本作は通常版と新編集版の2バージョンが存在し、現在は通常版のみ公開されている。